# De Blauwe Gids
De Blauwe Gids is een documentairereeks door de commerciële zender VIER. Hierin wordt de wereld van de Belgische aristocratie geportretteerd. Het programma werd gepresenteerd door Luc Haekens. De reeks liep van 29 oktober 2015 tot 17 december 2015.

## Concept
Acht weken lang ging Haekens stap voor stap hoger op de adellijke ladder. Hij bezocht jonkheren, prinsen, hertogen, ridders, ... Zo verschenen de hertog van Arenberg, graaf d’Ursel, ridder d’Ydewalle, prins Simon de Merode en prinses Désirée von Hohenlohe in het programma.